# 教会的正统
《教会的正统》是倪柝声在1943年至1945年在重庆期间的作品，解释《聖經·启示录》第2至3章耶穌基督对小亚细亚地區七个教会的预言。

## 主要内容
其中主要预言解释：
- 以弗所教会预言使徒时代末期教会的情形，虽然辛苦劳碌，但失去了起初的爱[1]；
- 士每拿教会预表使徒时代后大受逼迫的教会；
- 别迦摩表征教会和世界联合的教会，其中有撒但的座位，有巴兰的教训和尼哥拉党的教训；
- 推雅推喇教会表征天主教，虽然有爱心、信心、勤劳、忍耐，却充满耶洗别的教训；
- 撒狄教会表征改教后的新教，“按名是活的，其实是死的”，是“将要衰微的”，“没有一样是完成的”；
- 非拉铁非教会是回到使徒正统的教会，是弟兄相爱的教会，“遵守我的道，没有弃绝我的名”；
- 老底嘉教会是从非拉铁非教会光景又堕落下去的教会，“不冷也不热”，自以为富足，其实是“贫穷、瞎眼、赤身的”，让基督“站在门外”。

这部著作是体现倪柝声地方教会观点的重要著作，宗旨是“帮助人认识神对教会所定的道路”。最初于1945年11月在重庆出版印行。1955年6月台湾福音书房再版。